# Томажя Вас
Томажя Вас (словен. Tomažja vas) — поселення в общині Шкоцян, регіон Південно-Східна Словенія, Словенія.